# Vypadnutí z role
Vypadnutí z role je označení situace při uměleckém představení, kdy herecký představitel nedokáže dodržet scénář a iluzi, že je postavou (rolí), kterou ztvárňuje. V zásadě se tedy jedná o velké herecké selhání. Úmyslný odklon od scénáře vypadnutím z role není, maximálně může být označen za „vystoupení z role“, ale může jít jen o improvizaci držící se v intencích postavy – pak jde naopak o příklad hereckého umění.
Anglicky se tento jev nazývá breaking character („rozbití postavy“), případně hovorově corpsing pro specifický typ, kdy herec na scéně vyprskne smíchy – to je odvozeno od slova corpse („mrtvola“) a situace, kdy se to stane herci, který na scéně ztvárňuje mrtvolu. Přeneseně lze v tomto výrazu najít i další rovinu, kdy herec tímto svou postavu pro diváka „zabije“ – neboť iluze její pravdivosti je zničena. Vypadnutí z role má tak vlastně zcizovací efekt, avšak nezamýšlený a zpravidla nevhodný.
Při živých vystoupeních, jako je divadlo nebo přímé televizní přenosy, nelze vypadnutím z role nikdy zcela zabránit, záleží jen na profesionalitě účinkujících. Při filmovém natáčení to zpravidla vede k opakování záběru. Někdy se herci tzv. „odbourají“ a nejsou už schopní se zkoncentrovat, pak se oprava záběru musí odložit. Záběry zkažené smíchem jsou někdy pro pobavení diváků zařazeny do filmu či pořadu jako bonus (k závěrečným titulkům apod.) nebo použity v televizním silvestrovském programu.

## Příklady ve filmu
- Návrat Růžového pantera (1975) – herečka Catherine Schell nedokázala udržet vážnou tvář při výstupech Petera Sellerse. Některé z těchto záběrů byly ve výsledném filmu ponechány.
- Trhák (1980) – v jedné použité scéně se Petr Čepek v roli produkčního Šuse předkloní, aby nebylo vidět, jak se směje.[1]

Díky technickým možnostem digitálních přehrávačů, které dokážou film zobrazit okénko po okénku, je mnohem snazší odhalit různá drobná vypadnutí z role, při běžném sledování filmu prakticky nepostřehnutelná. Různé internetové stránky se věnují sbírání těchto případů.